# Epigonus glossodontus
Epigonus glossodontus és una espècie de peix pertanyent a la família dels epigònids.

## Morfologia
Set espines i 10 radis tous a l'aleta dorsal. Escates grans. L'opercle no presenta cap espina. 2-3 dents més grosses que la resta a cada costat de la símfisi mandibular.

## Hàbitat
És un peix marí, mesobentònic-pelàgic i batidemersal que viu entre 366 i 520 m de fondària sobre el fons marí principalment.

## Distribució geogràfica
Es troba al Pacífic oriental central: les illes Hawaii.

## Observacions
És inofensiu per als humans.